# 江原啓之の幸せのレッスン
『江原啓之の幸せのレッスン』（えはらひろゆきのしあわせのレッスン）は、2006年10月6日から2008年3月24日までニッポン放送で放送されていたラジオ番組である。パーソナリティは江原啓之。

## コーナー
江原啓之が今、思うこと
江原によるフリートークのコーナー。
ゲストのコーナー
さまざまなゲストを月替わりで招いていたコーナー。このコーナーの出演ゲストについては別節マンスリーゲストを参照。
スピリチュアルカウンセリング
視聴者からの悩み相談や素朴な疑問を受け付けていたコーナー。
天国への手紙
視聴者がすでに亡くなっている自身の関係者へのメッセージを手紙にしたものを受け付けていたコーナー。
江原啓之クラシックセレクション
リスナーから寄せられた「こういうときにどういうクラシック音楽を聴けばよいか？」という質問に江原が答え、その曲を流していたコーナー。

## マンスリーゲスト
| 年         | ゲスト                   | 職業                         |
| ---------- | ------------------------ | ---------------------------- |
| 2006年10月 | イルカ                   | フォークシンガー             |
| 2006年11月 | 尾崎亜美                 | シンガーソングライター       |
| 2006年12月 | 森山直太朗               | シンガーソングライター       |
| 2007年1月  | 財津和夫                 | シンガーソングライター       |
| 2007年2月  | 米良美一                 | 歌手                         |
| 2007年3月  | 渡辺美里                 | 歌手                         |
| 2007年4月  | 義家弘介                 | 教育者                       |
| 2007年5月  | 佐渡裕                   | 指揮者                       |
| 2007年6月  | 国分太一（TOKIO）        | タレント                     |
| 2007年7月  | 羽田美智子               | 女優                         |
| 2007年8月  | 上戸彩                   | 女優                         |
| 2007年9月  | 南こうせつ               | フォークシンガー             |
| 2007年10月 | 神部冬馬（イルカの息子） | シンガーソングライター       |
| 2007年11月 | 竹内まりや               | シンガーソングライター       |
| 2007年12月 | 美輪明宏                 | シンガーソングライター・俳優 |
| 2008年1月  | 加山雄三                 | シンガーソングライター・俳優 |
| 2008年2月  | 中井貴一                 | 俳優                         |
| 2008年3月  | イルカ                   | フォークシンガー             |

## テーマ曲
オープニングテーマ「大地の詩」
原曲：ダッタン人の踊り / 江原啓之『スピリチュアル エナジー』収録曲
エンディングテーマ「鈴の音」
作詞・作曲・歌：イルカ / 江原啓之『スピリチュアル ヴォイス』収録曲

## 放送局
| 放送局       | 系列         | 放送日時 | 備考   |
| ------------ | ------------ | --- | ------ |
| ニッポン放送 | NRN系列      | 金曜 21:00 - 21:57（2006年10月6日 - 2007年3月23日） 日曜 23:00 - 翌0:00 （2007年4月8日 - 2007年9月30日） 月曜 21:00 - 21:57（2007年10月1日 - 2008年3月24日） | 製作局 |
| IBC岩手放送  | JRN・NRN系列 | 日曜 23:00 - 翌0:00 （2007年4月15日 - 2007年9月30日） |        |
| 福井放送     | JRN・NRN系列 | 日曜 23:00 - 翌0:00 （2007年7月15日 - 2007年9月30日） |        |
| 山口放送     | JRN・NRN系列 | 日曜 23:00 - 翌0:00 （2007年4月15日 - 2007年9月30日） 月曜 21:00 - 22:00（2007年10月1日 - 2008年3月24日）                                                    |        |
| 高知放送     | JRN・NRN系列 | 日曜 23:00 - 翌0:00 （2007年7月1日 - 2007年9月30日） 月曜 21:00 - 22:00（2007年10月1日 - 2008年3月24日）                                                     |        |